# Ansprechen (Elektromechanik)
Das Ansprechen bedeutet in der Elektromechanik das Erreichen des Ansprechstromes bei elektromechanischen Antrieben.
Das heißt, der Anker liegt vollständig an dem Kern des Elektromagneten an.
Dies bewirkt dann, dass bei einem Relais oder Schütz die Kontakte betätigt werden oder bei einem Wähler der Telekommunikation ein Schritt weiter geschaltet wird.
Der Ansprechstrom zur Auslösung der Elektromechanik ist wesentlich höher als der Haltestrom, sodass oft durch Kontakte des betreffenden Relais der Strom über Widerstände zum Halten des Zustandes reduziert wird.